# 닐스 뤼베르 핀센
닐스 뤼베르 핀센(덴마크어: Niels Ryberg Finsen, 1860년 12월 15일 ~ 1904년 9월 24일)은 덴마크의 의사이자 과학자이다. 1903년 노벨 생리학·의학상을 수상함으로써 그는 덴마크인 최초로 노벨상 수상자가 됐다. 그는 심상성 낭창에 관련된 질병 치료법 연구로 당대 의학발전에 새로운 지평을 열었다는 공로를 인정받았다.
페로 제도의 토르스하운 출신인 그는 1882년 코펜하겐으로 건너가서 약학 공부를 시작했고 9년 만인 1890년에 졸업한다. 졸업 후 동대학에서 해부학자로서 수학을 시작하기도 했으며 3년 뒤에는 자신의 관심 분야인 의학에 전념하고자 모든 직책을 그만 둔다. 1898년에는 교수직을 맞고 1899년에는 덴마크의 왕실 훈장인 댄브로그 훈장을 수여받았다.
1896년에 그는 핀센 연구소를 설립하여 연구소장으로 연구를 시작한다. 이후 핀센 연구소는 코펜하겐 대학 병원 부속 연구소로 흡수됐으며 암연구센터로 쓰이고 있다. 1889년 그는 잉에보르 발슬레브(1868~1963)와 약혼한 뒤 1892년 12월 29일 결혼했다.
옛 핀센 연구소는 코펜하겐 대학병원에서 현판을 그대로 갖고 있으며 그의 고향인 페로 제도 토르스하운에는 그의 기념비가 있다. 토르스하운 중심가에는 그의 이름을 딴 거리가 있기도 하다.